# Флаг Увельского района
Флаг Уве́льского муниципального района — официальный символ Увельского муниципального района Челябинской области Российской Федерации. Учреждён 1 марта 2001 года.

## Описание
«Прямоугольное полотнище синего цвета с тремя горизонтальными полосами внизу: жёлтого (верхней), красного (средней) и жёлтого цветов, ширина каждой из полос 1/12 от ширины полотнища. В центре синей полосы — цветное изображение фигур герба Увельского района: оленя, окружённого колосьями и имеющего на рогах шашку в ножнах, причём олень лежит на верхней из жёлтых полос, а колосья растут из неё. Соотношение сторон 2:3».

## Обоснование символики
Лежащий (отдыхающий) олень символизирует спокойствие и мирную жизнь, благородство, что подкрепляется аналогичным значением синего цвета (лазури), на фоне которого изображён олень. Кроме того, эта фигура указывает на целебные силы природы.
Жёлтые (золотые) колосья — знак развитого сельского хозяйства.
Жёлтые и красные полосы символизируют богатства недр.
Шашка — указание на историю освоения края и роль казачества в основании поселений района.